# 緬甸恐怖主義
在緬甸，恐怖主義的定義是由該國的反恐怖主義中央委員會制定的反恐法律解釋並由緬甸政府強制執行。根據緬甸反恐法律唯一被列為恐怖主義組織的群體是若開羅興亞救世軍。罗兴亚团结组织軍政府在1999年泰國的緬甸大使館圍困事件發生後將緬甸學生鬥士列為恐怖主義組織，但該組織從未被法律正式宣佈為恐怖組織。

## 重大事件
- 1947年7月19日大約上午10點37分（MMT），幾名獨立緬甸領導人在仰光市中的秘書處舉行內閣會議時被一群身著制服的武裝人員槍殺。
- 1983年10月9日，三名朝鮮特工企圖通過爆炸暗殺韓國第五任總統全斗煥，當時他在仰光參觀烈士陵園，造成21人死亡46人受傷。
- 1999年10月7日，緬甸學生鬥士成員佔領了泰國苜都曼谷的緬甸大使館。他們劫持了人質，但在與泰國當局談判後，所有人都被釋放，沒有受到傷害。襲擊者後來被遣送回泰國與緬甸的邊境。
- 2005年5月7日，仰光多處同時爆炸造成11人死亡，162人受傷。 當局指責克倫族和撣族叛亂分子製造爆炸事件。
- 2010年4月15日，在緬甸新年潑水節期間，在仰光發生了三枚單獨的炸彈爆炸，在爆炸事件中造成10人死亡，178人受傷。
- 2013年10月，全國發生了一系列無法解釋的爆炸事件，導致3人死亡，多人受傷。
- 2016年10月9日，數百名羅興亞族叛亂分子襲擊了緬甸與孟加拉國邊境的三個邊境哨所，殺死了9名緬甸邊防軍官。若開羅興亞救世軍（當時稱為“堅定信仰”）聲稱對此次襲擊事件負責，政府將其列為恐怖主義組織。
- 2017年8月25日，多達150名若開羅興亞救世軍反叛分子參與了對若開邦24個警察哨所和552個輕步兵營軍事基地的協同攻擊。緬甸安全部隊的12名成員在襲擊事件中喪生，政府將其列為恐怖主義行為，宣佈反攻。